# Taterillus arenarius
Taterillus arenarius es una especie de roedor de la familia Muridae.

## Distribución geográfica
Se encuentra en el sur de Mauritania y quizá en el sudoeste de Malí.

## Hábitat
Su hábitat natural son: sabanas áridas, matorral árido, clima tropical o subtropical.